# Troglorrhynchus
Troglorrhynchus är ett släkte av skalbaggar. Troglorrhynchus ingår i familjen vivlar.

## Dottertaxa tillTroglorrhynchus, i alfabetisk ordning[1]
- Troglorrhynchus andreinii
- Troglorrhynchus anophthalmoides
- Troglorrhynchus anophthalmus
- Troglorrhynchus argus
- Troglorrhynchus baldensis
- Troglorrhynchus camaldulensis
- Troglorrhynchus celejensis
- Troglorrhynchus doderoi
- Troglorrhynchus doriae
- Troglorrhynchus giaquintoi
- Troglorrhynchus grenieri
- Troglorrhynchus gridellii
- Troglorrhynchus heteromorphus
- Troglorrhynchus hummleri
- Troglorrhynchus inaliparum
- Troglorrhynchus intermedius
- Troglorrhynchus irenae
- Troglorrhynchus latirostris
- Troglorrhynchus laurae
- Troglorrhynchus leonii
- Troglorrhynchus mairei
- Troglorrhynchus majusculus
- Troglorrhynchus martini
- Troglorrhynchus mayeti
- Troglorrhynchus microphthalmus
- Troglorrhynchus moczarskii
- Troglorrhynchus myops
- Troglorrhynchus nicaeicivis
- Troglorrhynchus phasma
- Troglorrhynchus planophthalmus
- Troglorrhynchus poster
- Troglorrhynchus sardous
- Troglorrhynchus stolzi
- Troglorrhynchus sulcicollis
- Troglorrhynchus terricola
- Troglorrhynchus torressalai
- Troglorrhynchus zariquieyi